# Arthur Lumley Davids
Pour les articles homonymes, voir Davids.
Arthur Lumley Davids, né le 25 août 1811 dans le Hampshire et mort le 11 juillet 1832, est un génie précoce et linguiste anglais.

## Biographie
Fils unique de parents juifs, ces derniers sont disposés à lui donner une éducation soignée et l'envoient se former auprès de l'Église anglicane. Davids y montre déjà ses premiers signes de précocité, ainsi que de sa capacité et sa persévérance au travail. Alors que ses condisciples se livrent à des jeux puériles et frivoles, lui étudie la philosophie, les sciences exactes et les langues anciennes. Son père meurt alors qu'il n'a que 9 ans, ce qui l'amène à s'installer avec sa mère à Londres.
Bien qu'il n'ait que 10 ans, le jeune Davids entreprend de donner des cours de chimie, de mécanique ainsi que d'autres sciences exactes. Afin de s'assurer une certaine position sociale et de concilier son amour pour les sciences et les belles-lettres, il choisit la profession d'avocat. Il se livre donc le jour à ses études de droit, et passe ses soirées et une partie de ses nuits à l'étude des langues orientales et à la recherche des connaissances utiles. Il connaissait déjà le grec ancien, le latin, le français, l'italien et l'allemand, langues auxquelles il adjoint alors l'arabe, le persan et le turc. Ne trouvant pas de grammaire traitant le turc dans sa langue natale de manière claire, il entreprend d'en rédiger une étude lui-même, sans avoir toutefois l'intention de la publier. Alors que l'ouvrage n'est pas encore fini, il le livre à l'impression sur les conseils de quelques amis, et y ajoute ensuite un Discours préliminaire, rédigé avec talent. Sa grammaire turque obtient, par l'intermédiaire de Sir Robert Gordon, ambassadeur anglais auprès de l'Empire ottoman, la dédicace du Sultan de la Grande porte, Mahmoud II. Arthur Lumley Davids meurt peu de temps après du choléra, le 18 juillet 1832, alors qu'il n'a pas encore 21 ans. En plus de sa grammaire turque, il a rédigé d'autres travaux comme un article sur l'émancipation des Juifs, ou une ébauche de Bibliotheca Hebraïca.